# Atriplex littoralis
Espèce
Synonymes
- Atriplex hastata var. littoralis (L.) Farw.[1]
- Atriplex littoralis var. japonica Koidz.[1]
- Atriplex marina L.[2] [1]
- Atriplex patula var. littoralis (L.) A. Gray[3]
- Atriplex patula var. littoralis (L.) A.Gray[1]
- Atriplex patula (L.) Gray[2]
- Atriplex salicina Pall.[1]
- Atriplex serrata Huds.[2]
- Chenopodium littorale Thunb.[1]
- Schizotheca littoralis Fourr.[1]
- Schizotheca littoralis[2]

L'arroche du littoral (Atriplex littoralis) est une espèce végétale de la famille des Amaranthaceae. Elle est courante sur les plages de nombreux endroits au monde. C'est une plante annuelle formant des tiges dressées de taille variant entre 30 cm et 1 m.

## Liste des variétés et sous-espèces
Selon Catalogue of Life (2 juin 2017) :
- variété Atriplex littoralis var. dilatata Franch. & Sav.

Selon Tropicos (2 juin 2017) (Attention liste brute contenant possiblement des synonymes) :
- sous-espèce Atriplex littoralis subsp. stepposa Kitag.
- variété Atriplex littoralis var. dilatata Franch. & Sav.
- variété Atriplex littoralis var. japonica Koidz.
- variété Atriplex littoralis var. patens Litv.
- variété Atriplex littoralis var. stepposa Kitag.